# Pétanque-Weltmeisterschaft 2012
Die 46. Pétanque-Weltmeisterschaften fanden vom 4. bis 7. Oktober 2012 im französischen Marseille statt. Es wurde in der Formation Triplette mit einem Auswechselspieler gespielt.
Parallel zur Triplette-Weltmeisterschaft fanden die 11. Weltmeisterschaft im Tir de précision statt.
An beiden Wettbewerben nahmen 48 Nationen teil, die sich zuvor bei kontinentalen Qualifikationsturnieren die Teilnahmeberechtigung an der WM erspielt haben.
Der Titelverteidiger heißt in beiden Disziplinen Frankreich.

## Triplette
Auf Beschluss des Weltverbandes wurde ab der WM 2010 die Teilnehmerzahl auf 48 beschränkt und auch Gastgeber und Titelverteidiger dürfen nur noch mit einem Team (vorher je zwei) antreten.
Daher musste jeder der fünf Kontinentalverbände Qualifikationsturniere ausrichten, auf denen sich die nationalen Verbände das Recht zur WM-Teilnahme erspielten mussten.
Für die Mitglieder der Confédération Européenne de Pétanque war dies die Europameisterschaft 2011.

### Teilnehmer
Im September 2012 wurde die Auslosung der ersten Runde veröffentlicht, dabei tauchten mit Australien, Laos und Polen drei Nationen auf, die vorher nicht qualifiziert waren.
Dafür fehlten Algerien, Singapur und Taiwan auf der Teilnehmerliste.
Am 1. Oktober stand fest, welche Teams für den Kontinentalverband Amerika an den Start ging: Neben Kanada und den USA nahm erstmals eine Equipe aus Bermuda an einer Weltmeisterschaft teil.
Am gleichen Tag erhielt auch ein weiteres Team Europas die Startberechtigung bei der WM: Da Kamerun seine Teilnahme zurückzog, durfte Luxemburg als 27. europäischer Vertreter teilnehmen.

#### Teilnehmende Nationen
| 27 aus Europa  | Andorra             | Belgien        | Bulgarien  | Dänemark           | Deutschland | England   |
|                | Estland             | Finnland       | Frankreich | Irland             | Israel      | Italien   |
|                | Litauen             | Luxemburg      | Monaco     | Niederlande        | Polen       | Portugal  |
|                | Russland            | San Marino     | Schottland | Schweden           | Schweiz     | Slowenien |
|                | Spanien             | Tschechien     | Ukraine    |                    |             |           |
| 8 aus Afrika   | Benin               | Elfenbeinküste | Guinea     | Madagaskar         | Mali        | Marokko   |
|                | Senegal             | Tunesien       |            |                    |             |           |
| 5 aus Asien    | Volksrepublik China | Kambodscha     | Laos       | Malaysia           | Thailand    |           |
| 4 aus Ozeanien | Australien          | Neuseeland     | Tahiti     | Vanuatu            |             |           |
| 4 aus Amerika  | Bermuda             | Kanada         | Mexiko     | Vereinigte Staaten |             |           |

#### Teilnehmende Spieler
Bis Ende August 2012 war lediglich das französische Team für die Weltmeisterschaft bekannt.
Neben Henri Lacroix, Bruno Leboursicaud und Philippe Suchaud, die bereits 2008 und 2010 den Titel holten, rückt Dylan Rocher für Thierry Grandet in die „Equipe Tricolore“
Im Juli 2012 benannte der DPV wie üblich sechs Spieler, aus denen das vierköpfige WM-Aufgebot gebildet wurde.
Dies waren: Sönke Backens (BPV Freiburg), Jens-Christian Beck (BC Stuttgart), Sascha Koch (MKWU München), Benjamin Lehmann (BC Sandhofen), Frank Maurer (PCB Horb) und Mahmut Tufan (VFPS Osterholz Scharmbeck).
Am 29.08. wurden Backens, Koch, Lehmann und Tufan offiziell als deutsche Equipe für die WM bestätigt.
| Land | Spieler 1                | Spieler 2               | Spieler 3            | Spieler 4            |
| ---- | ------------------------ | ----------------------- | -------------------- | -------------------- |
|      | Michel Constans          | Alexandre Giraud        | Bruno Santman        | Enrique Torregrosa   |
|      | Pierre Figon             | Michael Lacase          | Stéphane Langlois    | Eric Leconte         |
|      | Jean-François Hemon      | André Lozano            | Michel Vancampenhout | Claudy Weibel        |
|      | T. Marcel Bio            | Ronald Botre            | Ligali A. Latedjou   | A. Oscar Hodonou     |
|      |                          |                         |                      |                      |
|      | Kalin Panayotov          | Emil Rusev              | Ivo Rusev            | Orlin Rusev          |
|      | Fan Shan                 | Han Liqiang             | Jin Zhao             | Liu Zhuan            |
|      | Kasper Bak Laursen       | Morten Per Laursen      | Morten Saxild-Hansen | Daniel Kold Presutti |
|      | Sönke Backens            | Sascha Koch             | Benjamin Lehmann     | Mahmut Tufan         |
|      |                          |                         |                      |                      |
|      | Hervé Bavazzano          | Sofiane Lachani         | Jérôme Rousseau      |                      |
|      | Margus Berkmann          | Martin Mand             | Veiko Proos          | Roger Viks           |
|      |                          |                         |                      |                      |
|      | Henri Lacroix            | Bruno Leboursicaud      | Dylan Rocher         | Philippe Suchaud     |
|      |                          |                         |                      |                      |
|      | Jacques-Antoine Di Pizzo | Pierre-Charles Di Pizzo | Richard Elvin        | Humberto Tavares     |
|      | Avi Akobi                | Tal Akobi               | Nano Benzikry        | Jeannot Cohen        |
|      | Alessio Cocciolo         | Fabio Dutto             | Gianni Laigueglia    | Diego Rizzi          |
|      |                          |                         |                      |                      |
|      |                          |                         |                      |                      |
|      | Proudthala Kewmanika     | Vansamay Neutsavath     | Jean-Luc Rosticci    | Siphandon Sisouphone |
|      | Tautvydas Alenskas       | Linas Budrikas          | Algis Ptauskas       | Andrej Purkevic      |
|      |                          |                         |                      |                      |
|      |                          |                         |                      |                      |

| Land | Spieler 1               | Spieler 2             | Spieler 3             | Spieler 4          |
| ---- | ----------------------- | --------------------- | --------------------- | ------------------ |
|      |                         |                       |                       |                    |
|      | Moriba Diop             | Mahamadou Ouattara    | Nouhoum Sangare       | Allaye Sylla       |
|      |                         |                       |                       |                    |
|      | Jose Angel Beltran Llam | David Martinez Garza  | Javier Martinez Garza | Christian Triay    |
|      | Benjamin Debos          | Cincinnato Martire    | Philippe Perez        | Nicolas Rivière    |
|      | Christian Fouquet       | David Lippard         | Andre Noel            | Georgio Vakauta    |
|      | Noël Kempeneers         | Tom van der Voort     | Joey van Doorn        | Edward Vinke       |
|      | Szymon Kubiesa          | Marek Lach            | Andrzej Sliz          | Jedrzej Sliz       |
|      | Tiago Brito             | Hugo Dores            | José Francisco        | Carlos Marques     |
|      | Andrey Dovidov          | Evgeny Dovidov        | Viktor Sudnik         | Dmitry Zhylin      |
|      | Corrado Albani          | Clement Casali        | Alfredo Mazza         | Secondo Vannucci   |
|      | Paul Bretenoux          | Stéphane Maurage      | Robbie Stronach       | John Wilson        |
|      | Ali Abdi Aden           | Patrick Andersson     | Albin Plantin         | Thomas Wiede       |
|      | Régis Froidevaux        | Joseph Molinas        | Laurent Poffet        | Giovanni Tamburini |
|      | Babacar Dieng           | More Gueye            | Francois N'Diaye      | Birane Toure       |
|      | Gregor Opresnik         | Klemen Podgorsek      | Gregor Sever          | Joze Skrbinek      |
|      | Francisco Javier Flores | Juan Jimenez          | Roberto Carlos Lopez  | Manuel Romero      |
|      | Rupearii Aiamu          | James Fuchon          | Mike Harry            | Heïarii Nauta      |
|      | Suksan Piachan          | Thaloengkiat Phusa-At | Sarawut Sriboonpeng   | Supan Thongphoo    |
|      | Pavel Hodbod            | Ivo Michalek          | Jan Michalek          | Tomas Michalek     |
|      | Mohamed Amine Chaabeane | Bougriba Khaled       | Elmay Laasaad         | Moshni Oussama     |
|      | Petro Hois              | Lyudvih Hoys          | Mykhaylo Tarkaniy     | Juraj Valent       |
|      |                         |                       |                       |                    |
|      | Nemane Gislapno         | Jerry Molitamata      | André Nambo           | Isaac Talai        |

### Modus
Wie schon bei der letzten WM im türkischen Izmir wird die Triplette-WM in drei Phasen ausgespielt.
Phase 1 – Schweizer System.
In fünf Runden wird das Starterfeld halbiert. Alle Teams mit drei und mehr Siegen verbleiben in der WM; die übrigen 24 Teams spielten im B-Turnier, der Coupe des nations, weiter.
Phase 2 – Dreier-Poules.
Von den Plätzen 1 bis 8, 9 bis 16 und 17 bis 24 der Schweizer-Rangliste wanderte je ein Team in die acht Dreier-Poules. Für den Nations Cup wurde entsprechend verfahren. Die Poule-Dritten schieden aus.
Phase 3 – Knock-out.
Im Achtelfinale trafen Poule-Sieger auf Barrage-Gewinner. Die drei verbleibenden K. o.-Runden wurden nach einer Baumstruktur abgespielt. Analog lief es im Nations Cup.
Auch die Tireur-WM wurde nach bewährtem Muster ausgetragen. In der Vorrunde, die auf sechs Anlagen parallel abgewickelt wurde, qualifizierten sich die besten vier fürs Viertelfinale. Die übrigen Viertelfinalisten wurden in einer Repéchage (Hoffnungsrunde) ermittelt.

### Zeitplan
Der Zeitplan der WM wurde bereits im Juni veröffentlicht.
Die Equipes erwartete ein strammes Programm; der zukünftige Weltmeister muss bis zu 13 Spiele an 3 Tage absolvieren, für die 48 Teilnehmer im Präzisionsschießen standen bis zu 5 Übungen à 20 Schuss an.
Eröffnet wurde die WM mit den Vorrunden im Tir de précision. Die Spieler, die für diesen Wettbewerb nicht nominiert wurden, griffen am Freitag ins Geschehen ein. Um 8.00 Uhr startete die erste von 5 Runden nach dem Schweizer System.
Legende zum nachfolgenden Ablauf der Weltmeisterschaft:
|  | Zeremonien & Versammlungen |  | Tir de Précision |  | Triplette: Championnats du Monde (WM) |  | Triplette: Coupe des nations (CDN) |

|       | 4. Oktober                   | 5. Oktober                             | 6. Oktober                 | 7. Oktober                 |
| 08.00 |                              | 1. Runde Schweizer System              | 1. Spiel Poule (auch CDN)  | Viertelfinale              |
| 09.00 |                              |                                        |                            | 1. Halbfinale              |
| 10.00 |                              | 2. Runde Schweizer System              | 2. Spiel Poule (auch CDN)  | Halbfinale                 |
| 11.00 |                              |                                        |                            | 2. Halbfinale              |
| 12.00 |                              | 3. Runde Schweizer System (12 Partien) | Barrage (auch CDN)         |                            |
| 13.00 |                              |                                        |                            | Finale                     |
| 14.00 | Vorrunde (16 Tireure)        | 3. Runde Schweizer System (12 Partien) | Viertelfinale              |                            |
| 15.00 | Vorrunde (16 Tireure)        |                                        | Achtelfinale (15.15)       |                            |
| 16.00 | Vorrunde (16 Tireure)        | 4. Runde Schweizer System              | Achtelfinale (16.45)       | Finale danach Siegerehrung |
| 17.00 |                              |                                        | Viertelfinale (17.30)      |                            |
| 18.00 | Eröffnungsfeier              | Repechage (4 Tireure)                  |                            |                            |
| 19.00 |                              | Repechage (4 Tireure)                  |                            |                            |
| 20.00 | Generalversammlung der FIPJP |                                        | Halbfinale (20.30)         | Schlussgala                |
| 21.00 |                              | 5. Runde Schweizer System (21.30)      |                            |                            |
| 22.00 |                              |                                        | Finale danach Siegerehrung |                            |

### Schweizer System
Mit der Änderung des Austragungsmodus der WM 2010 wurden die „Vorrunden-Großgruppen“ früherer Jahre durch das Schweizer System ersetzt.
Die 48 Teams spielten 5 Runden. Danach gab es genau 24 Teams mit 3 oder mehr Siegen, die weiterhin um den Weltmeistertitel spielten, während die Teams mit 2 oder weniger Siegen im Coupe des nations, der „B-WM“ weiterspielten.
In der Vorrunde wurde mit Zeitlimit (60 min. + 2 Aufnahmen) gespielt.

#### 1. Runde
Bereits im September wurde die Auslosung der ersten Runde durchgeführt und veröffentlicht.
Deutschland traf auf die Schweiz, gegen die man bei der letzten WM verloren hatte und konnte sich nicht revanchieren. Die Eidgenossen gewannen nach Ablauf der Zeit 12:9.
Titelverteidiger Frankreich spielte gegen Israel und konnte einen Fehlstart ins Turnier, wie vor zwei Jahren, als man das erste (und einzige) Spiel gegen die Schweiz verlor, durch einen 13:6-Sieg verhindern.
Bereits ein absolutes Topspiel stand zwischen Thailand (zweifacher Vizeweltmeister) und Monaco (amtierender Vizeeuropameister) an, das die Südostasiaten mit 13:7 gewinnen konnten.
Überraschend waren die Siege der Chinesen (gegen die Niederlande), Polens (gegen Schweden) und Englands (gegen Tahiti).
| Marokko    | - | Litauen        | 13:0  |
| Schweiz    | - | Deutschland    | 12:9  |
| Madagaskar | - | Ukraine        | 13:1  |
| Italien    | - | Malaysia       | 13:7  |
| Spanien    | - | Estland        | 13:4  |
| Frankreich | - | Israel         | 13:6  |
| Belgien    | - | Irland         | 13:3  |
| Tahiti     | - | England        | 6:10  |
| Kanada     | - | Mexiko         | 13:0  |
| Andorra    | - | Bermuda        | 11:9  |
| Kambodscha | - | Finnland       | 12:13 |
| Schottland | - | Elfenbeinküste | 7:13  |

| Neuseeland  | - | Laos       | 13:3  |
| Mali        | - | Bulgarien  | 0:13  |
| Schweden    | - | Polen      | 8:11  |
| San Marino  | - | Dänemark   | 3:13  |
| Senegal     | - | Benin      | 13:7  |
| Thailand    | - | Monaco     | 13:7  |
| Niederlande | - | China      | 11:12 |
| Russland    | - | Guinea     | 13:4  |
| Vanuatu     | - | Tunesien   | 5:11  |
| USA         | - | Slowenien  | 12:13 |
| Portugal    | - | Australien | 13:5  |
| Tschechien  | - | Luxemburg  | 2:13  |

#### 2. Runde
In der zweiten Runde spielten, wie beim Schweizer System üblich, Sieger gegen Sieger und Verlierer gegen Verlierer.
Deutschland konnte mit einem souveränen 13:2 über Außenseiter USA die Bilanz vorübergehend ausgleichen.
Die Schweiz gewann auch den zweiten Krimi des Tages mit 13:11 gegen die Elfenbeinküste.
Auch die Favoriten Frankreich, Madagaskar, Spanien und Thailand gaben sich keine Blöße.
Bemerkenswert war der Erfolg der Neuseeländer über Tunesien sowie der Sieg Italiens gegen Russland, nicht wegen des Sieges, sondern weil lediglich 12 Punkte beim 7:5 vergeben wurden.
| Kanada     | - | Spanien        | 8:12  |
| Schweiz    | - | Elfenbeinküste | 13:11 |
| Neuseeland | - | Tunesien       | 13:9  |
| Marokko    | - | Thailand       | 7:13  |
| Belgien    | - | Finnland       | 13:4  |
| Bulgarien  | - | China          | 13:8  |
| Polen      | - | Frankreich     | 2:13  |
| Dänemark   | - | Madagaskar     | 3:13  |
| Italien    | - | Russland       | 7:5   |
| Slowenien  | - | England        | 13:10 |
| Senegal    | - | Luxemburg      | 13:2  |
| Andorra    | - | Portugal       | 7:13  |

| Niederlande | - | Mali       | 13:10 |
| Litauen     | - | Schweden   | 10:13 |
| Schottland  | - | Tschechien | 11:9  |
| San Marino  | - | Bermuda    | 11:8  |
| Laos        | - | Australien | 13:0  |
| Monaco      | - | Kambodscha | 11:13 |
| Guinea      | - | Israel     | 13:7  |
| Mexiko      | - | Irland     | 3:13  |
| Deutschland | - | USA        | 13:2  |
| Estland     | - | Malaysia   | 5:13  |
| Ukraine     | - | Tahiti     | 7:13  |
| Benin       | - | Vanuatu    | 13:2  |

#### 3. Runde
In der dritten Runde konnte Deutschland einen harten Kampf gegen Russland mit 12:10 gewinnen.
Die Schweiz behielt nach einem 12:5-Erfolg über Portugal ebenso eine weiße Weste wie Belgien, Frankreich, Italien, Madagaskar und Thailand. All diese Teams waren somit bereits für die Gruppenphase qualifiziert.
Weiterhin sieglos blieben mit Israel, Litauen, Ukraine drei europäische Teams, sowie Australien, die USA und Neuling Mexiko.
Diese sechs Teams mussten somit definitiv den Weg in den Coupe des nations antreten.
| Italien     | - | Neuseeland     | 13:3 |
| Spanien     | - | Frankreich     | 3:13 |
| Slowenien   | - | Thailand       | 6:13 |
| Senegal     | - | Madagaskar     | 4:13 |
| Belgien     | - | Bulgarien      | 13:3 |
| Schweiz     | - | Portugal       | 12:5 |
| England     | - | Kanada         | 8:13 |
| Finnland    | - | Irland         | 13:6 |
| Niederlande | - | Andorra        | 13:0 |
| Malaysia    | - | San Marino     | 13:3 |
| Tunesien    | - | Dänemark       | 9:8  |
| Laos        | - | Elfenbeinküste | 13:6 |

| Schottland | - | Tahiti      | 0:13  |
| Russland   | - | Deutschland | 10:12 |
| Kambodscha | - | Luxemburg   | 13:4  |
| Guinea     | - | Marokko     | 8:13  |
| Schweden   | - | China       | 1:13  |
| Benin      | - | Polen       | 6:13  |
| Monaco     | - | Israel      | 13:2  |
| Bermuda    | - | Australien  | 13:2  |
| Mexiko     | - | Tschechien  | 6:13  |
| Estland    | - | Ukraine     | 13:5  |
| Vanuatu    | - | Litauen     | 13:4  |
| USA        | - | Mali        | 11:13 |

#### 4. Runde
Nach der vierten Runde waren nur noch europäische Teams ungeschlagen: Neben Titelverteidiger Frankreich, das die Schweiz mit 13:3 bezwang, hielten sich auch Belgien und Italien weiterhin schadlos. Beide Teams überraschten dabei die stärkste außereuropäische Konkurrenz aus Madagaskar und Thailand.
Deutschland sicherte sich nach dem nächsten Krimi-Erfolg den Einzug in die Gruppenphase am Samstag durch ein 13:12 über Finnland.
Bereits nach dieser Runde überraschend ausgeschieden waren die Schweden, die somit eine herbe Enttäuschung nach dem Viertelfinaleinzug bei der Europameisterschaft im eigenen Land im vergangenen Jahr hinnehmen musste sowie Dänemark.
Vor der letzten Runde um das Weiterkommen zittern mussten u. a. die Elfenbeinküste, Monaco, die Niederlande und Tahiti.
| Italien     | - | Thailand    | 12:11 |
| Schweiz     | - | Frankreich  | 3:13  |
| Belgien     | - | Madagaskar  | 13:7  |
| Laos        | - | Malaysia    | 8:4   |
| Kanada      | - | Kambodscha  | 7:13  |
| China       | - | Senegal     | 1:13  |
| Tahiti      | - | Spanien     | 12:13 |
| Finnland    | - | Deutschland | 12:13 |
| Tunesien    | - | Polen       | 12:7  |
| Bulgarien   | - | Marokko     | 13:3  |
| Neuseeland  | - | Portugal    | 4:13  |
| Niederlande | - | Slowenien   | 3:13  |

| Dänemark   | - | Elfenbeinküste | 10:13 |
| Mali       | - | Vanuatu        | 13:0  |
| Tschechien | - | Estland        | 11:10 |
| Luxemburg  | - | Schottland     | 13:6  |
| Russland   | - | San Marino     | 10:8  |
| Benin      | - | Irland         | 13:3  |
| Monaco     | - | Andorra        | 13:6  |
| Bermuda    | - | England        | 6:13  |
| Guinea     | - | Schweden       | 6:13  |
| Mexiko     | - | Australien     | 5:13  |
| Ukraine    | - | Litauen        | 13:5  |
| USA        | - | Israel         | 12:10 |

#### 5. Runde
In der 5. Runde musste mit der Methode des Hochlosens gearbeitet werden, da es keine gerade Anzahl von Teams gab, die noch ungeschlagen waren.
So traf ein Teams mit 3 Siegen auf eine noch ungeschlagene Equipe, ein Team mit 2 Siegen auf ein Team mit 3 Siegen usw.
Deutschland verlor ein enges Spiel gegen Madagaskar, nachdem man noch von 1:10 herangekommen war mit 11:12.
Die Schweiz kassierte gegen Marokko eine „Fanny“.
Frankreich blieb als einziges Team ungeschlagen, nach dem Sieg über Italien und der gleichzeitigen Niederlage Belgiens gegen das hochgeloste Spanien.
Die Segel streichen mussten nach dieser Runde die Niederlande (gegen Neuseeland), England (gegen Monaco), die Elfenbeinküste (gegen Mali) und Tahiti (gegen Portugal).
| Italien     | - | Frankreich  | 10:13 |
| Belgien     | - | Spanien     | 7:13  |
| Deutschland | - | Madagaskar  | 10:11 |
| Senegal     | - | Slowenien   | 13:7  |
| Laos        | - | Kambodscha  | 13:9  |
| Marokko     | - | Schweiz     | 13:0  |
| Thailand    | - | Tunesien    | 13:9  |
| Portugal    | - | Tahiti      | 11:9  |
| Kanada      | - | Polen       | 13:2  |
| Bulgarien   | - | Guinea      | 0:13  |
| Neuseeland  | - | Niederlande | 13:8  |
| China       | - | Finnland    | 11:12 |

| Mali       | - | Elfenbeinküste | 13:8 |
| England    | - | Monaco         | 5:13 |
| Tschechien | - | Benin          | 4:13 |
| Luxemburg  | - | Russland       | 2:13 |
| Malaysia   | - | Andorra        | 13:5 |
| USA        | - | Irland         | 8:11 |
| Australien | - | San Marino     | 13:5 |
| Dänemark   | - | Vanuatu        | 13:3 |
| Ukraine    | - | Schweden       | 9:13 |
| Estland    | - | Schottland     | 13:4 |
| Bermuda    | - | Litauen        | 5:13 |
| Mexiko     | - | Israel         | 0:13 |

#### Abschlusstabelle
Für die Reihenfolge in der Abschlusstabelle, die für die Einteilung der Dreigruppen wichtig ist, zähtlen zunächst die Anzahl der Siege, dann die Buchholzpunkte, dann die Feinbuchholzpunkte und schließlich die Kugeldifferenz.
| Platz | Team                | Siege |
| ----- | ------------------- | ----- |
| 1     | Frankreich          | 5     |
| 2     | Italien             | 4     |
| 3     | Thailand            | 4     |
| 4     | Spanien             | 4     |
| 5     | Belgien             | 4     |
| 6     | Madagaskar          | 4     |
| 7     | Senegal             | 4     |
| 8     | Marokko             | 4     |
| 9     | Laos                | 4     |
| 10    | Portugal            | 4     |
| 11    | Schweiz             | 3     |
| 12    | Neuseeland          | 3     |
| 13    | Kambodscha          | 3     |
| 14    | Deutschland         | 3     |
| 15    | Slowenien           | 3     |
| 16    | Russland            | 3     |
| 17    | Finnland            | 3     |
| 18    | Malaysia            | 3     |
| 19    | Guinea              | 3     |
| 20    | Tunesien            | 3     |
| 21    | Kanada              | 3     |
| 22    | Monaco              | 3     |
| 23    | Benin               | 3     |
| 24    | Mali                | 3     |
| 25    | Polen               | 2     |
| 26    | Bulgarien           | 2     |
| 27    | Elfenbeinküste      | 2     |
| 28    | Volksrepublik China | 2     |
| 29    | Luxemburg           | 2     |
| 30    | Tahiti              | 2     |
| 31    | Niederlande         | 2     |
| 32    | England             | 2     |
| 33    | Dänemark            | 2     |
| 34    | Estland             | 2     |
| 35    | Vereinigte Staaten  | 2     |
| 36    | Australien          | 2     |
| 37    | Schweden            | 2     |
| 38    | Tschechien          | 2     |
| 39    | Israel              | 1     |
| 40    | Andorra             | 1     |
| 41    | Irland              | 1     |
| 42    | Vanuatu             | 1     |
| 43    | Ukraine             | 1     |
| 44    | San Marino          | 1     |
| 45    | Schottland          | 1     |
| 46    | Litauen             | 1     |
| 47    | Bermuda             | 1     |
| 48    | Mexiko              | 0     |

### Poule-Phase
Nach Abschluss der Vorrunde wurden die 24 verbliebenen Teams nach ihrer Platzierung in die jeweiligen Poules gesetzt.
Der „Poule-Kopf“, also die Equipe im Poule, die in der Vorrunde am besten abgeschnitten hatte, erhielt im ersten Poule-Spiel das Freilos.
Die ersten beiden jedes Poules erreichten das Achtelfinale, die Dritten schieden aus der CDM aus und durften im CDN im Achtelfinale weiterspielen.
Die Poules wurden wie folgt zusammengesetzt:
| Poules | Poules | Poules | Poules |
| ------ | ------ | ------ | ------ |
| A      | B      | C      | D      |
| 1      | 2      | 3      | 4      |
| 16     | 15     | 14     | 13     |
| 24     | 23     | 22     | 21     |

| Poules | Poules | Poules | Poules |
| ------ | ------ | ------ | ------ |
| E      | F      | G      | H      |
| 5      | 6      | 7      | 8      |
| 12     | 11     | 10     | 9      |
| 20     | 19     | 18     | 17     |

Aus dieser vorher festgelegten Zusammensetzung der Poules und den Ergebnissen der Vorrunde ergaben sich folgende Poules mit folgenden Ergebnissen:
Deutschland schied im Poule C nach gewonnenem ersten Spiel gegen Monaco mit zwei Niederlagen gegen Thailand und in der Barrage gegen Monaco aus.
Die Schweiz setzte sich sogar als Poule-Sieger gegen Madagaskar und Guinea durch.
Alle Favoriten kamen mehr oder weniger souverän weiter.
| Poule A       | Poule A    | Poule A  | Poule A |
| ------------- | ---------- | -------- | ------- |
| Spiel 1       | Frankreich | Freilos  |         |
| Spiel 2       | Russland   | Mali     | 1:13    |
| Spiel 3       | Frankreich | Mali     | 13:1    |
| Spiel 4       | Russland   | Freilos  |         |
| Barrage       | Mali       | Russland |         |
| qualifiziert  | Frankreich | Mali     |         |
| ausgeschieden | Russland   |          |         |

| Poule B       | Poule B   | Poule B   | Poule B |
| ------------- | --------- | --------- | ------- |
| Spiel 1       | Italien   | Freilos   |         |
| Spiel 2       | Slowenien | Benin     | 0:13    |
| Spiel 3       | Italien   | Benin     | 13:6    |
| Spiel 4       | Slowenien | Freilos   |         |
| Barrage       | Benin     | Slowenien |         |
| qualifiziert  | Italien   | Slowenien |         |
| ausgeschieden | Benin     |           |         |

| Poule C       | Poule C     | Poule C     | Poule C |
| ------------- | ----------- | ----------- | ------- |
| Spiel 1       | Thailand    | Freilos     |         |
| Spiel 2       | Deutschland | Monaco      | 13:8    |
| Spiel 3       | Thailand    | Deutschland | 13:0    |
| Spiel 4       | Monaco      | Freilos     |         |
| Barrage       | Deutschland | Monaco      |         |
| qualifiziert  | Thailand    | Monaco      |         |
| ausgeschieden | Deutschland |             |         |

| Poule D       | Poule D    | Poule D    | Poule D |
| ------------- | ---------- | ---------- | ------- |
| Spiel 1       | Spanien    | Freilos    |         |
| Spiel 2       | Kambodscha | Kanada     | 10:13   |
| Spiel 3       | Spanien    | Kanada     | 6:13    |
| Spiel 4       | Kambodscha | Freilos    |         |
| Barrage       | Spanien    | Kambodscha |         |
| qualifiziert  | Kanada     | Spanien    |         |
| ausgeschieden | Kambodscha |            |         |

| Poule E       | Poule E    | Poule E    | Poule E |
| ------------- | ---------- | ---------- | ------- |
| Spiel 1       | Belgien    | Freilos    |         |
| Spiel 2       | Neuseeland | Tunesien   | 1:13    |
| Spiel 3       | Belgien    | Tunesien   | 13:4    |
| Spiel 4       | Neuseeland | Freilos    |         |
| Barrage       | Tunesien   | Neuseeland |         |
| qualifiziert  | Belgien    | Tunesien   |         |
| ausgeschieden | Neuseeland |            |         |

| Poule F       | Poule F    | Poule F    | Poule F |
| ------------- | ---------- | ---------- | ------- |
| Spiel 1       | Madagaskar | Freilos    |         |
| Spiel 2       | Schweiz    | Guinea     | 13:5    |
| Spiel 3       | Madagaskar | Schweiz    | 5:13    |
| Spiel 4       | Guinea     | Freilos    |         |
| Barrage       | Madagaskar | Guinea     |         |
| qualifiziert  | Schweiz    | Madagaskar |         |
| ausgeschieden | Guinea     |            |         |

| Poule G       | Poule G  | Poule G  | Poule G |
| ------------- | -------- | -------- | ------- |
| Spiel 1       | Senegal  | Freilos  |         |
| Spiel 2       | Portugal | Malaysia | 11:13   |
| Spiel 3       | Senegal  | Malaysia | 5:13    |
| Spiel 4       | Portugal | Freilos  |         |
| Barrage       | Senegal  | Portugal |         |
| qualifiziert  | Malaysia | Senegal  |         |
| ausgeschieden | Portugal |          |         |

| Poule H       | Poule H  | Poule H  | Poule H |
| ------------- | -------- | -------- | ------- |
| Spiel 1       | Marokko  | Freilos  |         |
| Spiel 2       | Laos     | Finnland | 4:13    |
| Spiel 3       | Marokko  | Finnland | 13:3    |
| Spiel 4       | Laos     | Freilos  |         |
| Barrage       | Finnland | Laos     |         |
| qualifiziert  | Marokko  | Laos     |         |
| ausgeschieden | Finnland |          |         |

## Tir de précision
Für die Weltmeisterschaft im Tir de précision, die zum 11. Mal parallel zur Triplette-WM ausgetragen wird, darf jede Nation, die auch am Triplette-Wettbewerb teilnimmt, einen Tireur melden.
Es nahmen also 48 Tireure an der Weltmeisterschaft teil.
Titelverteidiger war Bruno Leboursicaud (Frankreich), der somit den Vorzug vor Dylan Rocher, dem amtierenden Europameister und Halter des (inoffiziellen) Weltrekordes, erhielt.
Für Deutschland startete Benjamin Lehmann, zweifacher deutscher Vizemeister im Präzisionsschießen.

### Teilnehmer
| Land | Tireur                   |
| ---- | ------------------------ |
|      | Alexandre Giraud         |
|      | Eric Leconte             |
|      | Claudy Weibel            |
|      | Ronald Botre             |
|      | Rick Antill              |
|      | kein Spieler nominiert   |
|      | Han Liqiang              |
|      | Kasper Bak Laursen       |
|      | Benjamin Lehmann         |
|      | Adama Kouande            |
|      | Sofiane Lachani          |
|      | Veiko Proos              |
|      | Seppo Lindman            |
|      | Bruno Leboursicaud       |
|      | Mohamed Sylla            |
|      | Jacques-Antoine Di Pizzo |
|      | Avi Akobi                |
|      | Diego Rizzi              |
|      | Vanna Sieng              |
|      | Yassine Nouis            |
|      | Proudthala Kewmanika     |
|      | Tautvydas Alenskas       |
|      | Franz Fogens             |
|      | Thierry Bezandry         |

| Land | Tireur                  |
| ---- | ----------------------- |
|      | Ahmad Temizi            |
|      | Nouhoum Sangare         |
|      | Mohamed Ajouad          |
|      | Jose Angel Beltran Llam |
|      | Benjamin Debos          |
|      | Andre Noel              |
|      | Edward Vinke            |
|      | Jedrzej Sliz            |
|      | Hugo Dores              |
|      | Viktor Sudnik           |
|      | Alfredo Mazza           |
|      | Stéphane Maurage        |
|      | Ali Abdi Aden           |
|      | Giovanni Tamburini      |
|      | Francois N'Diaye        |
|      | Gregor Opresnik         |
|      | Roberto Carlos Lopez    |
|      | Rupearii Aiamu          |
|      | Sarawut Sriboonpeng     |
|      | Jan Michalek            |
|      | Elmay Laasaad           |
|      | Petro Hoys              |
|      | Pascal Corchia          |
|      | Nemane Gislapno         |

### Modus
Die WM wurde nach dem üblichen Modus abgewickelt:
Zunächst schossen alle 48 Teilnehmer einmal alle 5 Ateliers durch.
Die ersten Vier der Vorrunde erreichten direkt das Viertelfinale.
Die Tireure auf den Plätzen 5 – 20 erreichten die sogenannte Repêchage, in der sich die besten Vier ebenfalls für das Viertelfinale qualifizierten.
Die Tireure auf den Plätzen 21–48 der Vorrunde sowie 5–20 der Repêchage schieden aus.
Die verbliebenen acht Tireure schossen dann im Vergleich Mann gegen Mann im K.O.-System Viertel-, Halb- und Finale, wobei kein Wettbewerb um den dritten Platz ausgetragen wurde.

### Vorrunde
Die Vorrunde wurde am 4. Oktober ausgetragen.
Es wurde in 8 „Runden“ auf 6 Anlagen gleichzeitig geschossen.
Dabei erzielte der amtierende Junioren-Tireuer-Weltmeister Diego Rizzi (Italien) mit 56 Punkte das beste Ergebnis und qualifizierte sich genauso wie Ex-Welt- & Europameister Charles „Claudy“ Weibel (Belgien), Ronald Botre (Benin) und Adama Kouane (Elfenbeinküste) direkt das Viertelfinale.
Titelverteidiger Leboursicaud erreichte mit 33 Punkten nur ganz knapp als 16. die Repêchage.
Auch der Vertreter der Schweiz, Giovanni Tamburini, qualifizierte sich als 20. gerade so für die Hoffnungsrunde.
Für Benjamin Lehmann kam mit 28 Punkten und einem insgesamt 24. Platz das frühe Aus.
| Platz | Land | Tireur                   | Punkte           |
| ----- | ---- | ------------------------ | ---------------- |
| 1     |      | Diego Rizzi              | 56               |
| 2     |      | Claudy Weibel            | 47               |
| 3     |      | Ronald Botre             | 45               |
| 4     |      | Adama Kouande            | 39               |
| 5     |      | Edward Vinke             | 39               |
| 6     |      | Ahmad Temizi             | 38               |
| 7     |      | Phoudthala Kewmanika     | 38               |
| 8     |      | Hugo Dores               | 37               |
| 9     |      | Francois N'Diaye         | 37               |
| 10    |      | Jedrzej Sliz             | 36               |
| 11    |      | Vanna Sieng              | 35               |
| 12    |      | Sofiane Lachani          | 35               |
| 13    |      | Lassaad Elmay            | 35               |
| 14    |      | Rupearii Aiamu           | 35               |
| 15    |      | Thierry Bezandry         | 35               |
| 16    |      | Bruno Leboursicaud       | 33               |
| 17    |      | Alexandre Girauf         | 32               |
| 18    |      | Sarawut Sriboopeng       | 31               |
| 19    |      | Nemane Gislapno          | 30               |
| 20    |      | Giovanni Tamburini       | 30               |
| 21    |      | Yassine Nouis            | 29               |
| 22    |      | Andre Noel               | 29               |
| 23    |      | Alfredo Mazza            | 28               |
| 24    |      | Benjamin Lehmann         | 28               |
| 25    |      | Kasper Bak Laursen       | 26               |
| 26    |      | Benjamin Debos           | 26               |
| 27    |      | Veiko Proos              | 26               |
| 28    |      | Nouhaim Sangare          | 25               |
| 29    |      | Roberto Carlos Lopez     | 24               |
| 30    |      | Eric Leconte             | 24               |
| 31    |      | Aden Ali Abdi            | 22               |
| 32    |      | Jan Michalak             | 21               |
| 33    |      | Seppo Lindman            | 21               |
| 34    |      | Franz Fogens             | 21               |
| 35    |      | Mohamed Ajouad           | 21               |
| 36    |      | Stephane Maurage         | 21               |
| 37    |      | Pascal Corchia           | 19               |
| 38    |      | Han Liquiang             | 18               |
| 39    |      | Avi Alkobi               | 17               |
| 40    |      | Mohamed Sylla            | 17               |
| 41    |      | Benny Bel-Lafkih         | 15               |
| 42    |      | Tautvydas Alenskas       | 14               |
| 43    |      | Victor Sudnik            | 12               |
| 44    |      | Angel Beltran            | 11               |
| 45    |      | Petro Hoys               | 11               |
| 46    |      | Jacques Antoine Di Pizzo | 2                |
| 47    |      | Rick Antill              | nicht angetreten |
| 48    |      |                          | nicht angetreten |